# Oscar (bionische Katze)
Oscar (geboren 2007) ist eine schwarze Hauskatze aus Jersey. Sie wurde international bekannt als erste Katze, der bionische Gliedmaßen anoperiert wurden. Sie hat prothetische Füße. Ein Buch und mehrere Dokumentarfilme behandeln die ungewöhnliche Geschichte.

## Leben
Im Oktober 2009, im Alter von zweieinhalb Jahren, verlor Oscar beide Pfoten der hinteren Beine durch einen Unfall mit einem Mähdrescher. Die Pfoten wurden zwischen Knöchel und Fuß abgetrennt. Eine Fahrradfahrerin brachte die schwer verletzte Katze nach Hause. Mike Nolan und Kate Allan, die beiden Besitzer, waren überzeugt, dass das Tier eingeschläfert werden müsse, und brachten es zu ihrem Tierarzt Peter Haworth.
Dieser versorgte die Wunden des Katers und gab ihm Schmerzmittel. Danach verwies er die Besitzer an den neuro-orthopädischen Chirurgen Noel Fitzpatrick aus Surrey. Er sah in Oscar den idealen Patienten für eine neuartige Operation, bei der seine fehlenden Gliedmaßen durch bionische Prothesen ersetzt werden sollten. Eine solche Operation war vorher noch nie durchgeführt worden. Es gelang dem Tierchirurgen, die Besitzer davon zu überzeugen.
Die beiden Prothesen wurden extra für Oscar angefertigt und wurden von Fitzpatrick als „Intraosseous Transcutaneous Amputation Prosthetics“ (ITAPs) benannt. An der Entwicklung beteiligt waren Gordon Blunn und Catherine Pendegrass vom biomedizinischen Institut des University College London. Ihre wabenförmige Struktur erlaubt es der Haut, sich mit dem Implantat zu verbinden. Die Prothesen in Form von zwei Stelzen wurden dann in passende Löcher in den Knochen eingesetzt und mit einer speziellen Substanz versehen, die sich mit dem Knochen verbindet. Als Vorbild wurde das Wachstum von Geweih bei Hirschtieren verwendet.
Nach den ersten Erfolgen der ITAP-Technologie begannen die ersten Versuche an Menschen. Ein Opfer der Terroranschläge am 7. Juli 2005 in London wurde erfolgreich mit der neuen Technologie behandelt.
Im August 2012 knickte Oscars rechte Prothese infolge einer wiederkehrenden Infektion dort ab, wo die Titanstange aus seinem Stumpf austrat. Fitzpatrick operierte die Katze erneut und setzte eine sogenannte „Percutaneous Fixation to Skeleton“ (Perfit) in Oscars Schienbein ein. Infolgedessen bekam der Kater einen neuen Fuß.

## Rezeption
Noel Fitzpatrick wurde durch die Dokumentarserie The Bionic Vet auf BBC 1 ein Star. In dem ersten Dokumentarfilm der sechsteiligen Serie wird Oscar mit einem Prototyp, entwickelt an der Salford University, gezeigt. Am 18. Juni 2010 wurde ein YouTube-Video hochgeladen, in dem die späteren Prothesen gezeigt wurden. Schließlich wurde noch ein weiteres Video veröffentlicht, das die Katze nach der Operation 2012 zeigte. Durch den Erfolg bekam Noel Fitzpatrick auf Channel 4 eine eigene Dokuserie namens The Supervet. Diese wurde unter dem Titel Der Super-Doc – Einsatz für vier Pfoten auf Sixx ausgestrahlt. Oscar ist in Folge 1 zu sehen.
2013 erschien das Buch Oscar the Bionic Cat, das von Besitzerin Kate Allan verfasst wurde. Oscar wurde außerdem ins Guinness-Buch der Rekorde aufgenommen.